# Кнежевич, Александар
Александар Кнежевич (серб. Александар Кнежевић, 26 декабря 1968, Баня-Лука, Югославия) — югославский и сербский гандболист, правый полусредний, тренер. Участник летних Олимпийских игр 2000 года, бронзовый призёр чемпионата Европы 1996 года.

## Биография
Александар Кнежевич родился 26 декабря 1968 года в югославском городе Баня-Лука (сейчас в Боснии и Герцеговине).
Играл в гандбол за югославские «Борац» из Баня-Луки и «Црвену звезду» (1992—1993), французский «Ганьи» (1993—1994), испанский «Конквенс» (1994—1995), сербский «Партизан» из Белграда (1995—1996, 1998—1999), швейцарскую «Борбу» (1996—1998), немецкий «Фриш Ауф» (1999—2007). В составе «Бораца» в 1991 году завоевал Кубок ЕГФ, в 1992 году — Кубок Югославии. Выступая за Партизан, в 1999 году стал чемпионом Югославии.
В 1990 году в составе сборной Югославии завоевал серебряную медаль гандбольного турнира Игр доброй воли в Сиэтле, в 1991 году — золото гандбольного турнира Средиземноморских игр в Афинах.
В 1996 году стал бронзовым призёром чемпионата Европы в Испании.
В 2000 году вошёл в состав сборной Югославии по гандболу на летних Олимпийских играх в Сиднее, занявшей 4-е место. Играл на позиции правого полусреднего, провёл 7 матчей, забил 22 мяча (шесть — в ворота сборной России, по пять — Египту и Германии, по два — Южной Корее, Кубе и Франции).
По окончании игровой карьеры стал тренером. С 2009 года работает в немецком «Фриш Ауф». До 2013 и с 2014 года возглавлял женскую команду, в 2013—2014 годах — мужскую.